# Contribution volontaire de 1926
Lire en ligne

Lire sur Légifrance

La contribution volontaire est une contribution facultative mise en place par la loi du 31 mars 1926 afin de désendetter la France au sortir de la première Guerre mondiale.

## Historique
La France a eu recours à plusieurs reprises à une contribution volontaire. Nicolas Delalande en liste trois avant celle de 1926 : la contribution patriotique établie par l'Assemblée constituante de 1789, lors de l'avènement de la Deuxième République en 1848, puis lors de l'occupation de la France par l'Allemagne de 1870 à 1873.
L'article 12 de la loi du 31 mars 1926 institue une contribution volontaire affectée à l'amortissement de la dette à court terme, :

« Le ministre des Finances est autorisé à recevoir des contributions volontaires qui seront portées à un compte spécial dans les écritures du Trésor et seront affectées exclusivement à l'amortissement de la dette à court terme, à l'exclusion des valeurs dont l’échéance est égale ou inférieure à un an. Aucune contribution ne pourra être inférieure à vingt francs.
Le versement de ces contributions donnera lieu à la délivrance de titres spéciaux, portant le nom des contribuables et indiquant qu'elles ont été versées à titre volontaire pour l'assainissement financier.
Les noms des contribuables volontaires seront publiés au Journal officiel, avec le montant des souscriptions.
Le Journal officiel publiera également chaque trimestre un état de la nature et du montant total des valeurs remboursées ou rachetées à l'aide de contributions volontaires. »

— Journal officiel de la République française, 1er avril 1926, p. 3989-3990

## Caractéristiques

### Bénéficiaire
Le produit de la contribution est affecté à une caisse autonome d'amortissement de la dette publique, placée sous la présidence du directeur de la Caisse des dépôts et consignations.

### Produit
Le produit de la contribution fut modeste. Au 31 décembre 1926, le produit ne dépasse pas 250 millions de francs. Au 31 décembre 1927, la contribution volontaire a rapporté 317 millions de francs. En 1928, le rendement de la contribution s’effondre, dépassant à peine les deux millions de francs.

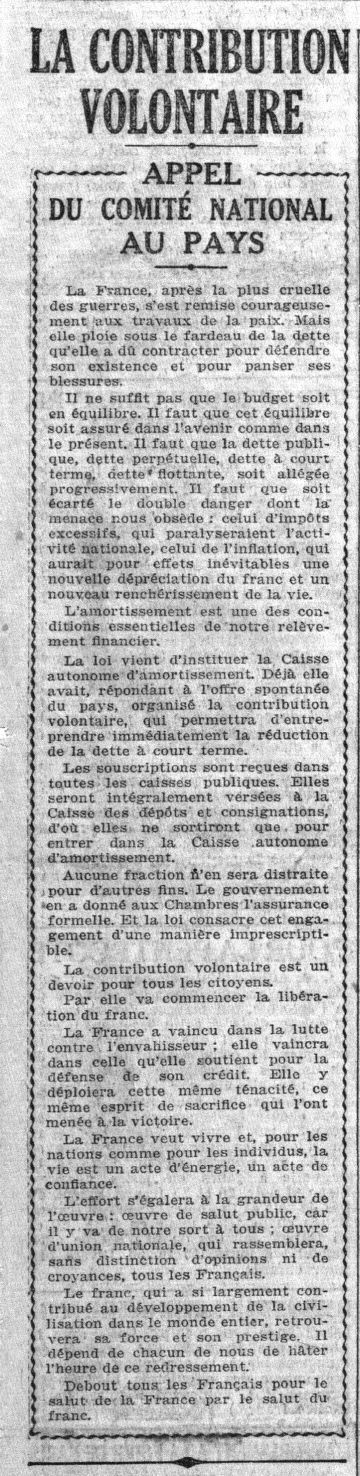
Le Petit Parisien (3 mai 1926)
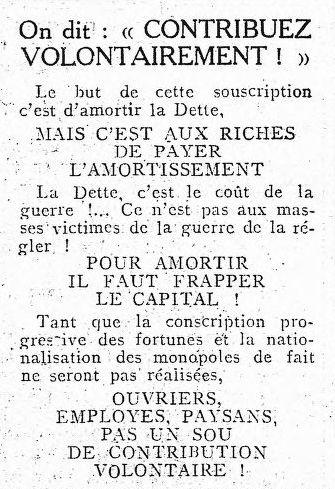
L'Humanité (9 mai 1926)
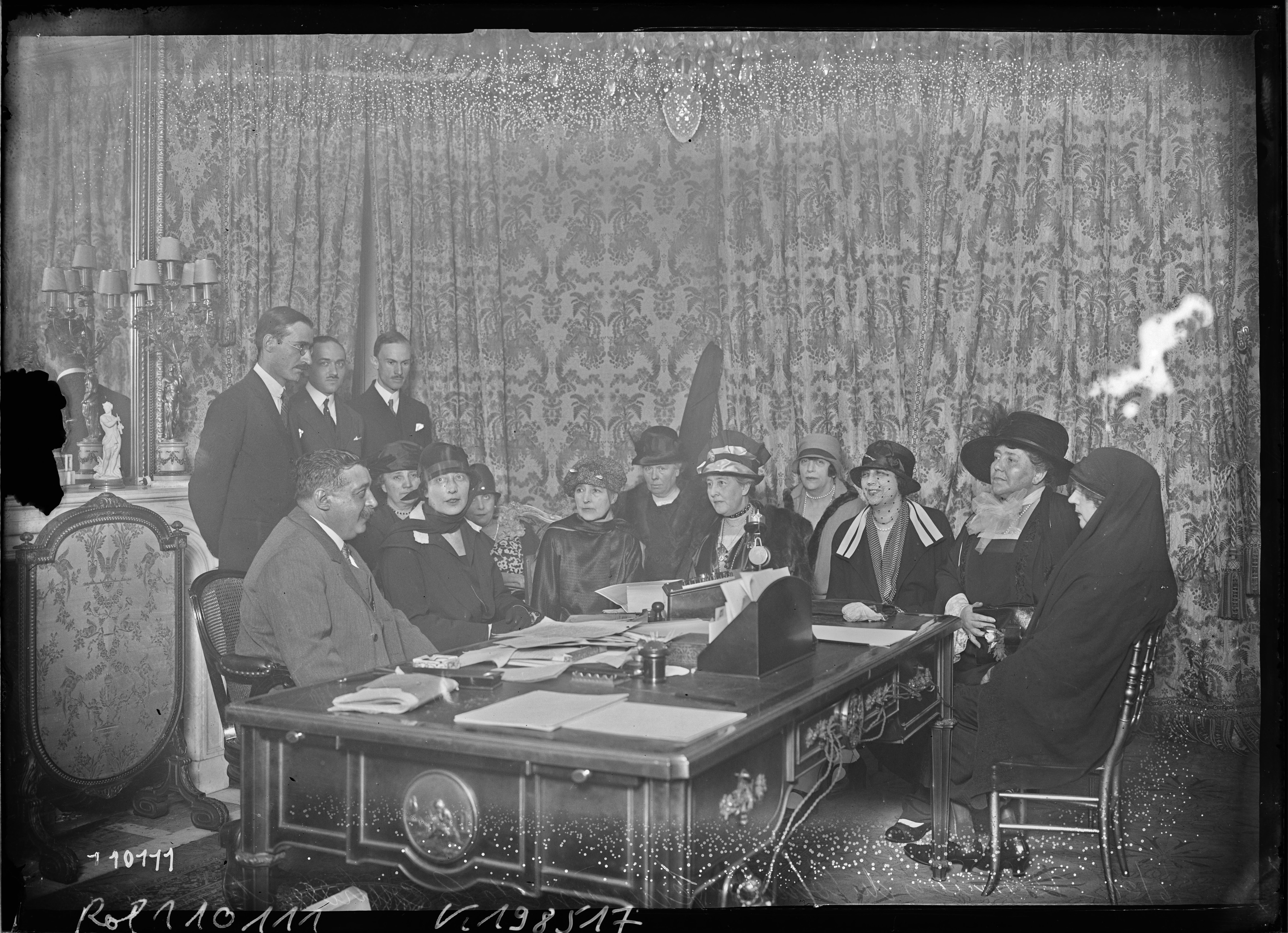
Réunion du comité féminin
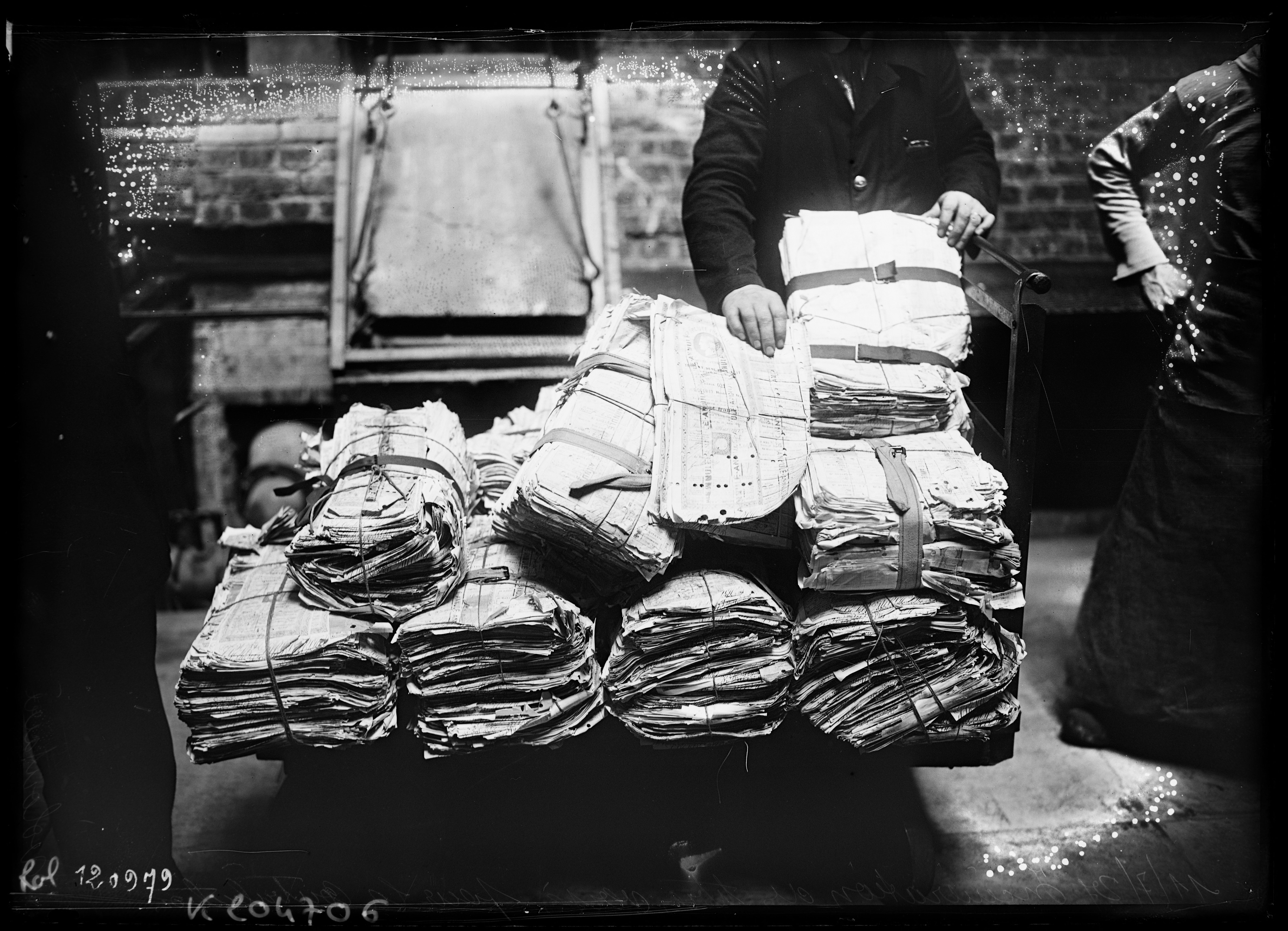
Incinération des titres